# 순채
순채(蓴菜, Brasenia schreberi)는 동아시아와 인도 등에 분포하는 여러해살이 수생식물로 뿌리줄기가 옆으로 뻗으면서 길게 자라서 잎이 수면에 뜬다. 잎은 어긋나고 타원형이며, 뒷면은 자줏빛이 돌고 중앙에 잎자루가 달린다. 잎이 자랄 때는 어린 줄기와 더불어 우무 같은 점질로 둘러싸인다. 꽃은 5-8월에 피고 검은 홍자색으로 잎겨드랑이에서 자란 긴 꽃대 끝에 1개씩 달리며 지름 약 2cm이다. 열매는 난형이며 꽃받침과 암술대가 남아 있다. 우무 같은 점질로 싸인 어린순을 식용으로 한다.